# Espresso Macchiato (sång)

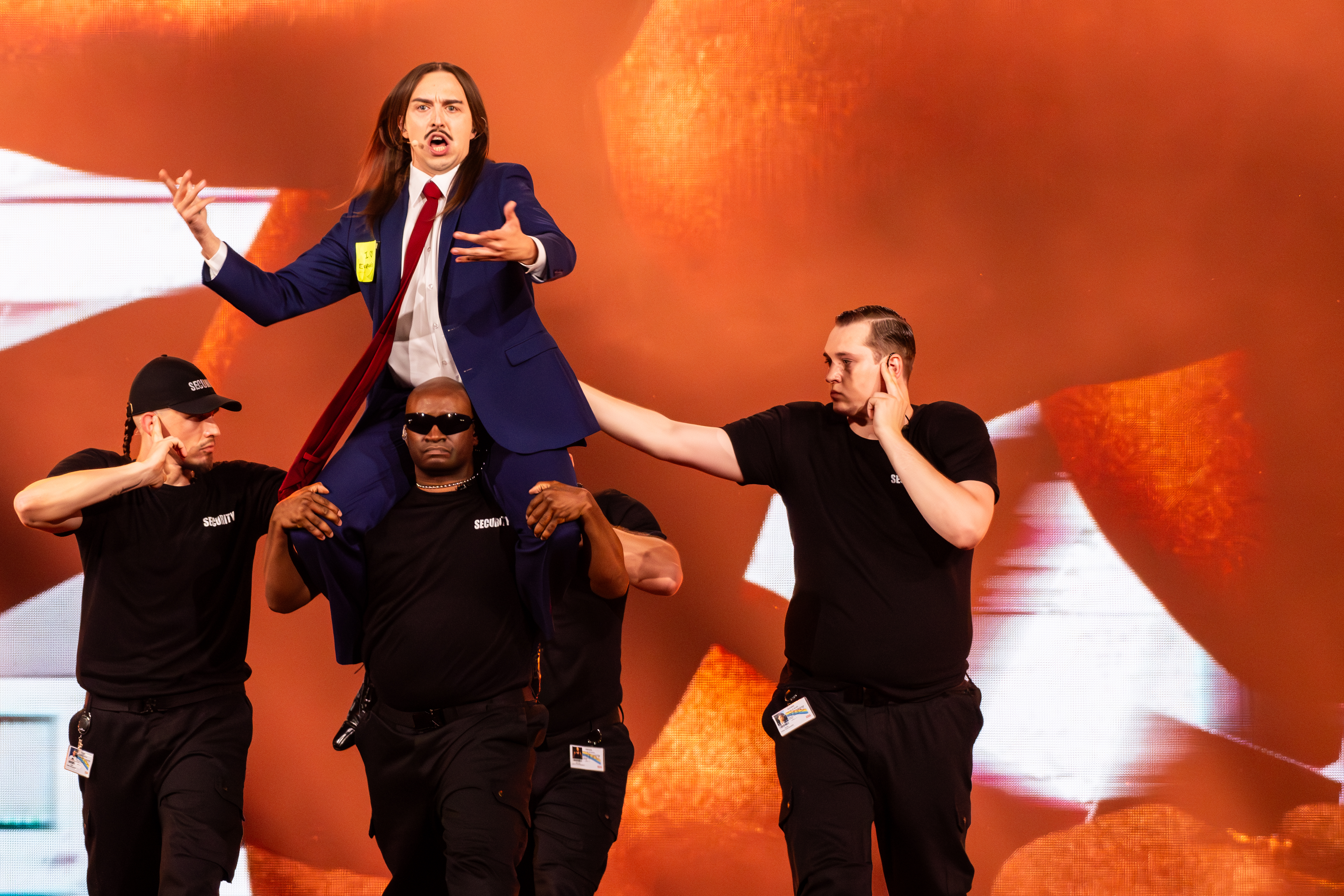
Låten framförd under den första semifinalen av Eurovision.

Espresso Macchiato är en låt framförd av den estländska rapparen och sångaren Tommy Cash. Han vann med låten den estländska musiktävlingen Eesti Laul, och representerade Estland i Eurovision Song Contest 2025 i Basel i Schweiz där den slutade på tredje plats.
Låten är skriven av Tommy Cash tillsammans med Johannes Naukkarinen och producerad av Naukkarinen. Låten släpptes i december 2024 och blev en stor hit i Estland.

## Kontrovers
Låten som framförs på broccolino (en språkvariant som talas av italienska amerikaner i Brooklyn) rörde upp känslorna hos vissa italienare. Den italienska konsumentföreningen Codacons begärde att European Broadcasting Union skulle diskvalificera låten från tävlingen på grund av dess stötande innehåll om stereotyper riktade mot Italien och italienare. Även politiska företrädare från Lega Nord, såsom Gian Marco Centinaio, krävde också att låten som ansågs förolämpa Italien måste diskvalificeras.